# اسیدوز متابولیک

اسیدوز

اسیدوز (به انگلیسی: Metabolic acidosis) به معنی کاهش سطح بی کربنات مایع خارج سلولی و قرار گرفتن PH خون در محدوده اسیدی (پایینتر از ۷.۳۵) می‌باشد. به صورت کلاسیک اگر مشکل از کلیه باشد ما اسیدوز متابولیک و اگر مشکل از ریه باشد ما اسیدوز تنفسی داریم.

## آنیون گپ (شکاف آنیونی)
اسیدوز متابولیک را می‌توان از نظر بالینی به دو گروه، همراه با آنیون گپ بالا و همراه با آنیون گپ طبیعی (اسیدوز‌‌ متابولیک هایپرکلرمیک) تقسیم‌بندی نمود. هر چند آزمایش آنیون گپ دارای معایبی است، با این وجود یک ابزار بالینی مفید جهت تشخیص افتراقی اسیدوز متابولیک محسوب می‌شود.
مفهوم آنیون گپ یعنی اینکه مجموع یون‌های مثبت سرم (پلاسمای خون)، باید مساوی با مجموع یون‌های منفی سرم باشد. کاتیون‌های اصلی سدیم و پتاسیم و آنیون‌های اصلی، کلر و بیکربنات می‌باشند. اسیدوز همراه با آنیون گپ افزایش یافته، عموماً خطرناکتر از اسیدوز همراه با آنیون گپ نرمال است (یعنی به صورت بالقوه بیشتر باعث مرگ می‌شود). علل اسیدوز متابولیک همراه با آنیون گپ طبیعی مانند اختلالات گوارشی را می‌توان با استفاده از آنیون گپ ادراری و سنجش غیرمستقیم دفع آمونیاک، از اختلالات کلیوی (با آنیون گپ بالا) تمایز داد. آنیون گپ ادراری منفی (<0)، دفع آمونیاک ادراری مناسب کلیوی را مطرح کرده و اختلالات گوارشی را به عنوان علت اسیدوز نشان می‌دهد. درعوض یک آنیون گپ ادراری صفر یا مثبت، اختلال درتولید آمونیاک را بیان کرده و برای اسیدوز یک علت کلیوی مطرح می‌کند. با استفاده از آنیون گپ ادراری و سنجش غیرمستقیم دفع آمونیاک-از اختلالات کلیوی متمایز می‌شوند. آنیون گپ ادراری منفی (<0)، دفع آمونیاک ادراری مناسب کلیوی را مطرح کرده و اختلالات گوارشی را به عنوان علت اسیدوز نشان می‌دهد. درعوض یک آنیون گپ صفر یا مثبت، اختلال درتولید آمونیاک را بیان کرده و برای اسیدوز یک اتیولوژی کلیوی مطرح می‌کند.

## انواع اسیدوز متابولیک
اسیدوز متابولیک را می‌توان از نظر بالینی به دو گروه همراه با آنیون گپ بالا و همراه با آنیون گپ طبیعی (اسیدوز‌‌ متابولیک هایپرکلرمیک) تقسیم‌بندی نمود. اسیدوز متابولیک با آنیون گپ بالا: اسیدوز لاکتیک، کتواسیدوز، نارسایی مزمن کلیه، مسمومیت با اسیدهای ارگانیک مانند سالیسیلات، اتانل، فرمالدئید و ... متفورمین و رابدومیولیز شدید.
اسیدوز متابولیک با آنیون گپ طبیعی: فیستول پانکراسی، اورتروسیگموئیدوستومی، اسیدوز کلیوی توبولار، مسمومیت با آمونیاک، استازولامید، نارسایی کلیوی.

## درمان اسیدوز متابولیک
استراتژی درمانی اسیدوز متابولیک در ارتباط مستقیم با علت ایجادکننده آن است. pH زیر ۷.۱ یک وضعیت اورژانسی است زیرا احتمال آریتمی قلبی وجود دارد. درمان با بیکربنات وریدی، یک اقدام موقت است که برای اسیدوز شدید مورد استفاده قرار می‌گیرد. عللی مانند کتواسیدوز دیابتی، نارسایی مزمن کلیه و اسیدوز توبولار کلیه هریک درمان خاص خود را دارند مانند دیالیز.